# Scott Russell (oszczepnik)
Scott Russell (ur. 16 stycznia 1979 w Windsor) – kanadyjski lekkoatleta specjalizujący się w rzucie oszczepem.
Srebrny medalista igrzysk wspólnoty narodów z 2002 roku. Uczestnik igrzysk olimpijskich w Pekinie w 2008 roku. W olimpijskim konkursie z wynikiem 80,90 m zajął 10 miejsce. Wielokrotny złoty medalista mistrzostw Kanady oraz mistrzostw NCAA. Rekord życiowy: 84,81 m (13 lipca 2011, Toronto). Wynik ten jest aktualnym rekord Kanady. Russell jest także rekordzistą kraju w rzucie ciężarem (24,72 w 2002).
Na początku 2013 ogłosił zakończenie kariery sportowej.

## Osiągnięcia
| Rok  | Zawody                               | Miejsce    | Lokata            | Rezultat |
| ---- | ------------------------------------ | ---------- | ----------------- | -------- |
| 1997 | Mistrzostwa panamerykańskie juniorów | Hawana     | 4. miejsce        | 65,86    |
| 1998 | Mistrzostwa świata juniorów          | Annecy     | 5. miejsce        | 69,17    |
| 2001 | Mistrzostwa świata                   | Edmonton   | el. – 8. miejsce  | 81,66    |
| 2001 | Uniwersjada                          | Pekin      | 10. miejsce       | 70,99    |
| 2002 | Igrzyska wspólnoty narodów           | Manchester | 2. miejsce        | 78,98    |
| 2005 | Mistrzostwa świata                   | Helsinki   | 12. miejsce       | 68,59    |
| 2006 | Igrzyska wspólnoty narodów           | Melbourne  | 8. miejsce        | 73,88    |
| 2007 | Mistrzostwa świata                   | Osaka      | el. – 12. miejsce | 77,54    |
| 2008 | Igrzyska olimpijskie                 | Pekin      | 10. miejsce       | 80,90    |
| 2011 | Mistrzostwa świata                   | Daegu      | el. – 19. miejsce | 77,49    |